# Puits aux sorcières de Tuhala
Le puits aux sorcières de Tuhala (en estonien : Tuhala nõiakaev) est une source karstique située près du village de Tuhala de la commune de Kose, dans le comté de Harju en Estonie. Elle est connue pour avoir un débit particulièrement élevé à certaines périodes de l'année. 

## Description
Il s'agit d'un puits d'une profondeur de 2,4 m, qui se trouve dans des terrains karstiques, dans le Centre de nature de Tuhala, le plus grand en Estonie (188 ha).
En période de crue, le puits rejette à la surface jusqu’à 100 litres d’eau par seconde en bouillonnant et le phénomène peut durer jusqu’à trois semaines. Il ne se répète pas tous les ans.
La zone d’origine des eaux résurgentes leur donne une couleur brunâtre.
Il a été l'objet de cultes païens.

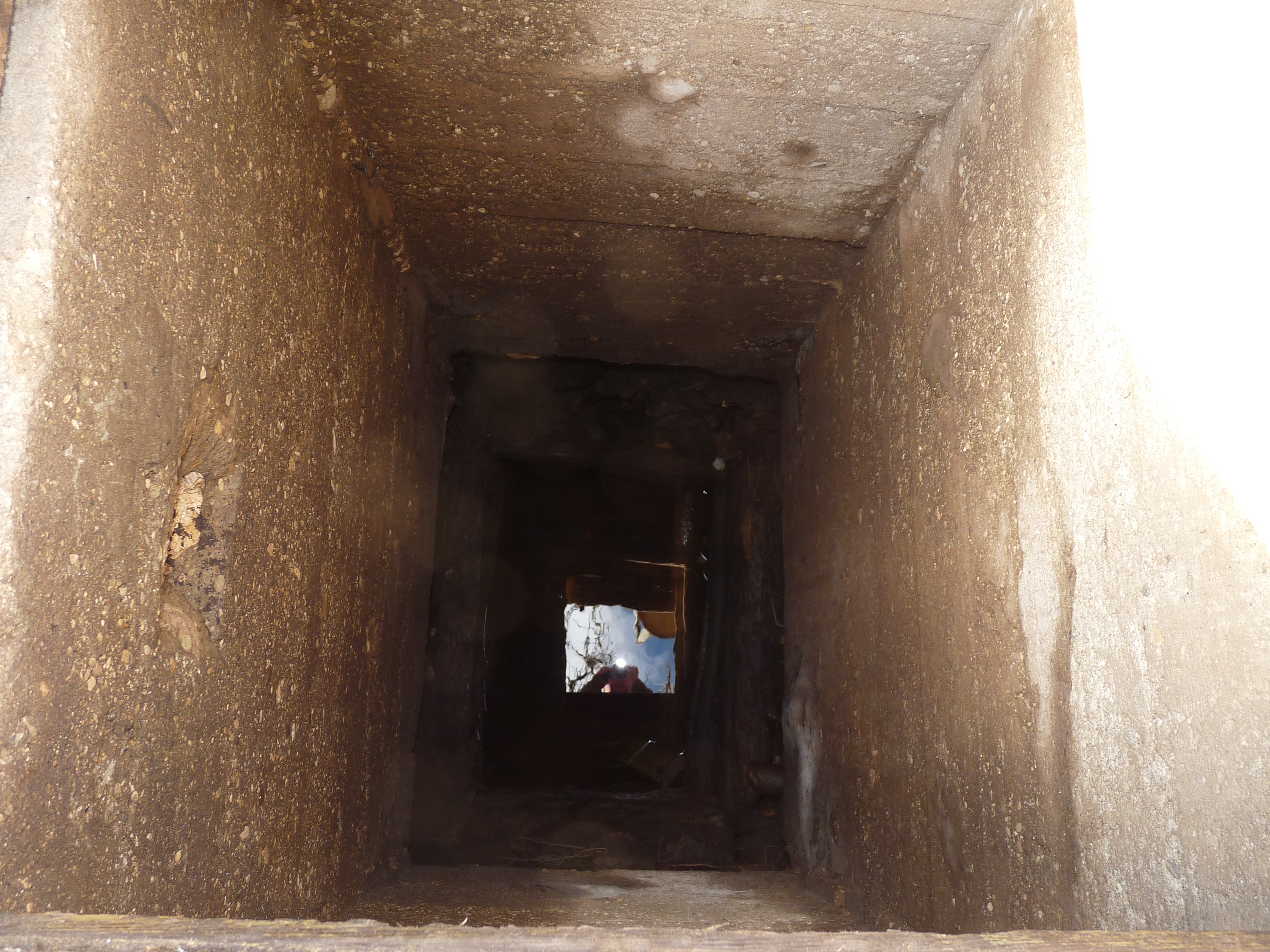
L'intérieur du puits.
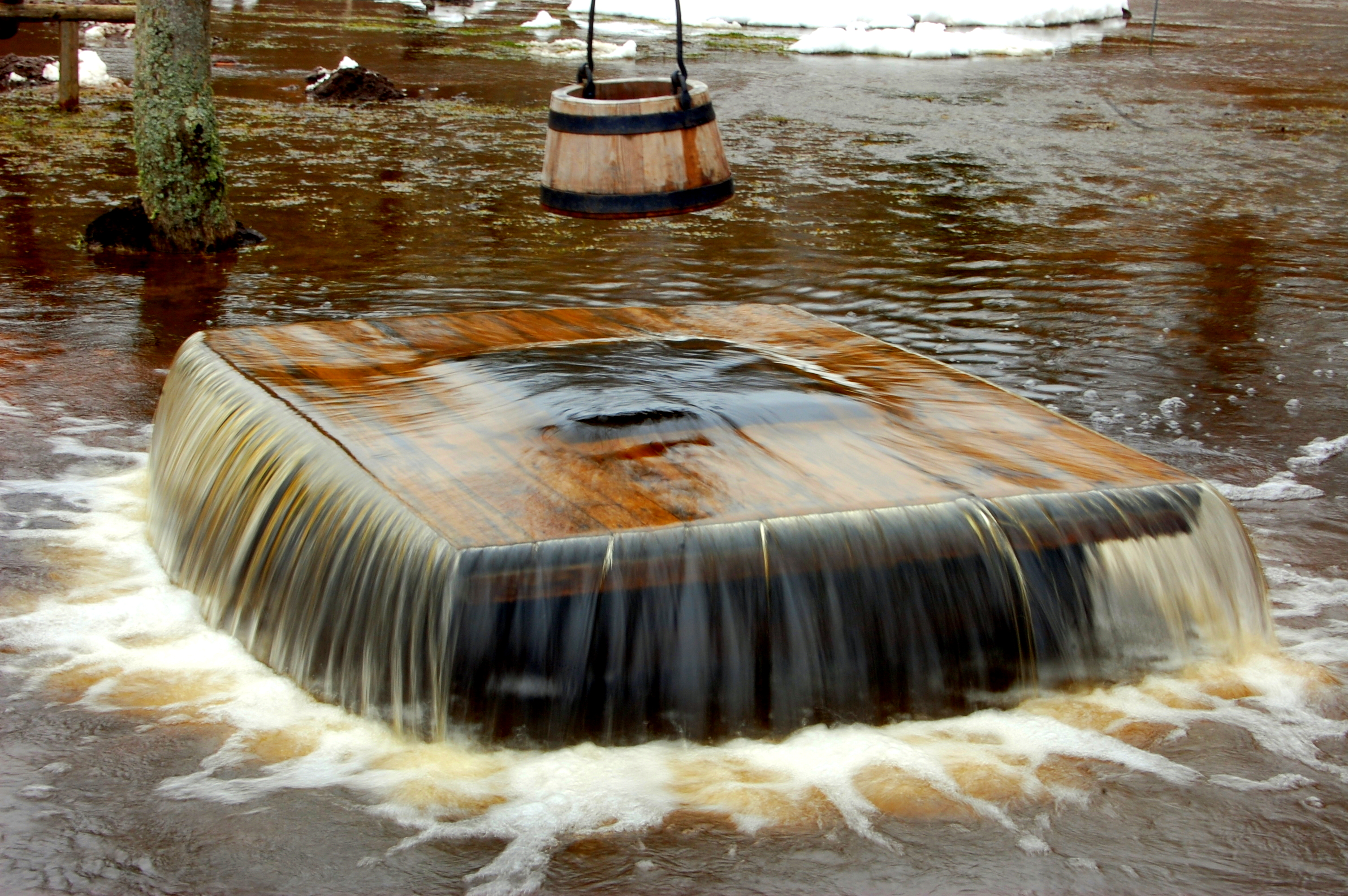
Le puits en crue.
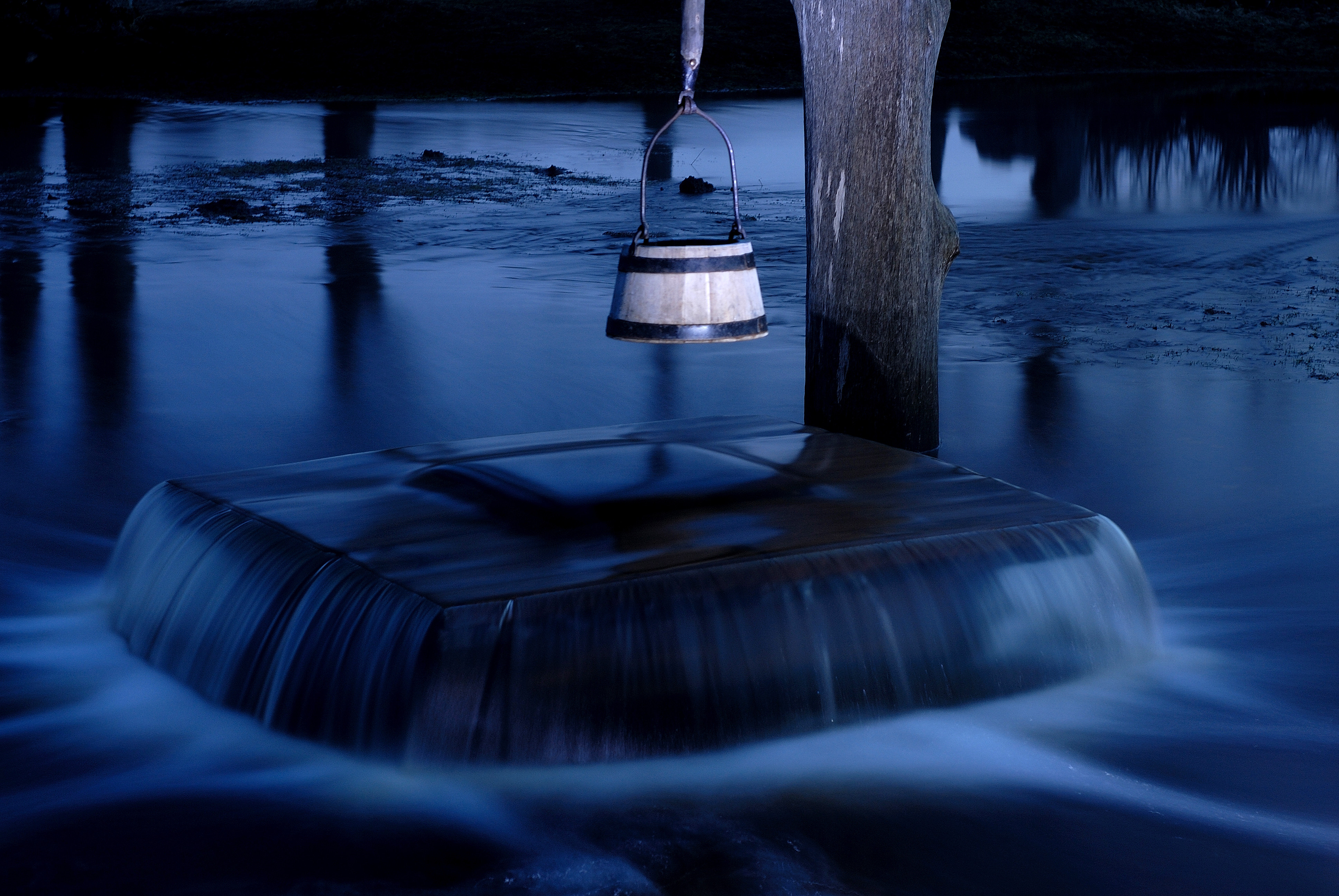
De nuit.
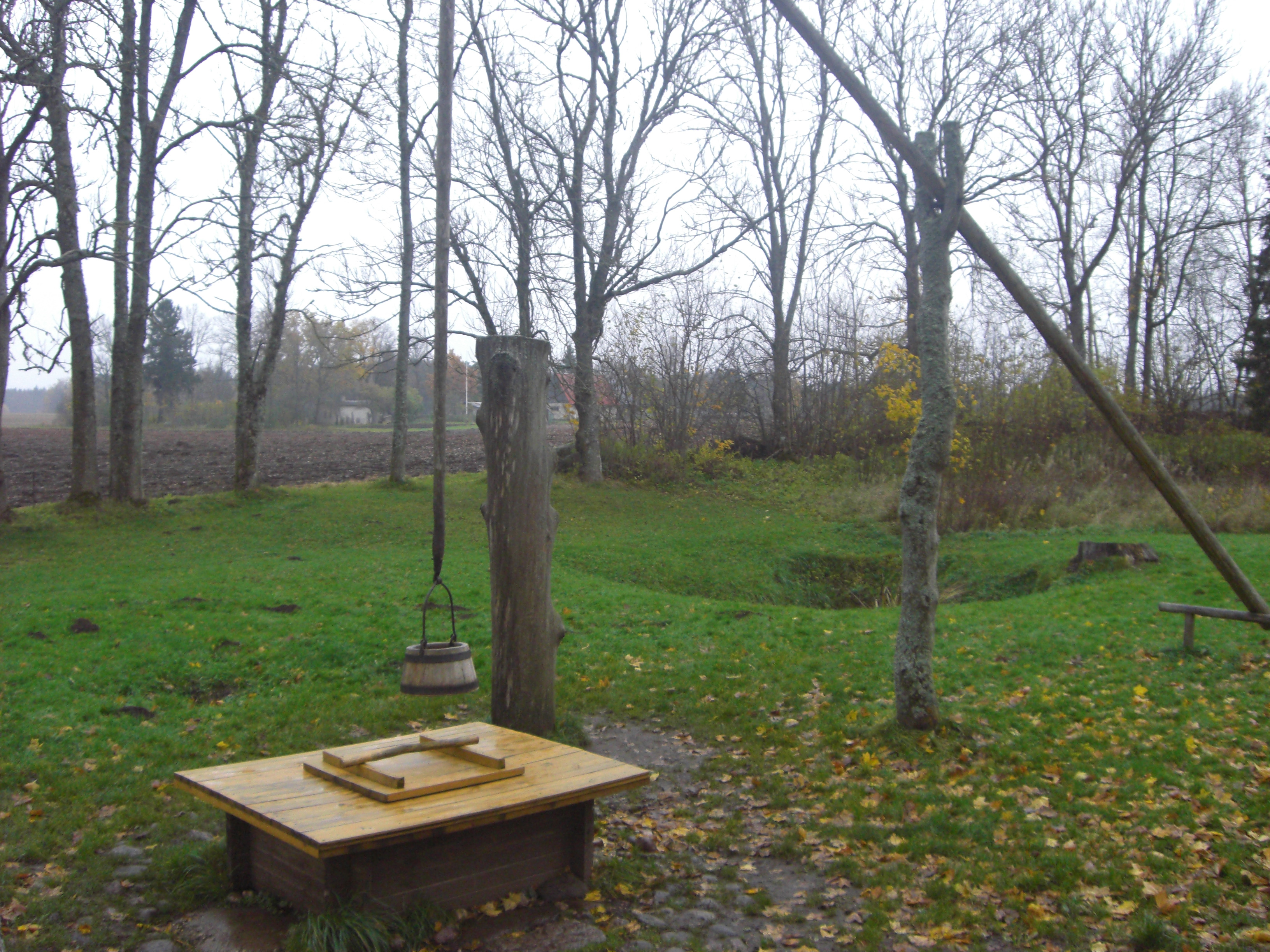
Le puits en l'absence de résurgence.

À proximité du puits a été dressée une sculpture stylisée.

## Menaces
Le projet de création d'une carrière de calcaire à proximité du Centre de nature pourrait interrompre le  phénomène.